# Sigmund Anton von Hohenwart

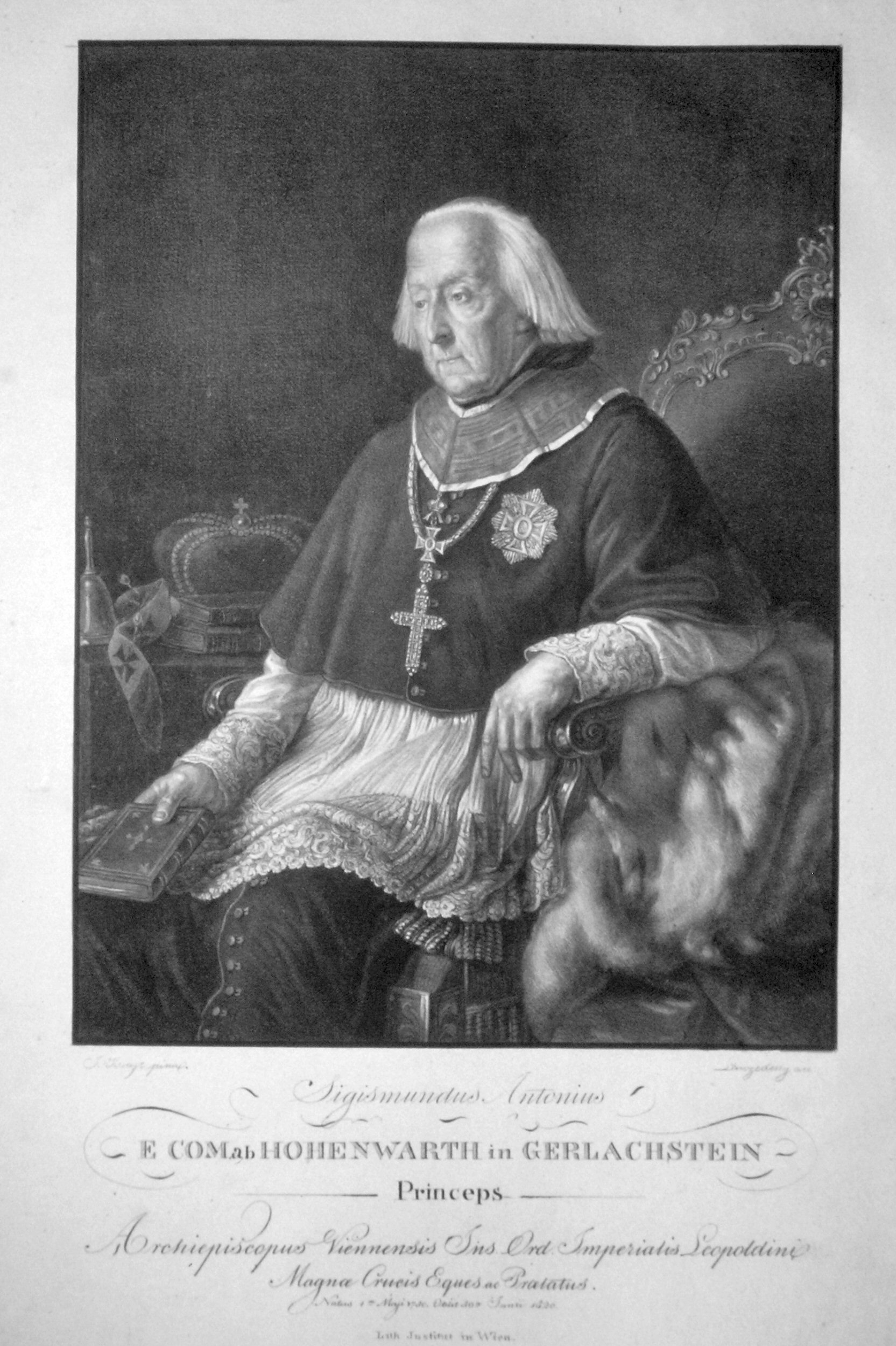
Graaf en prins-aartsbisschop von Hohenwart

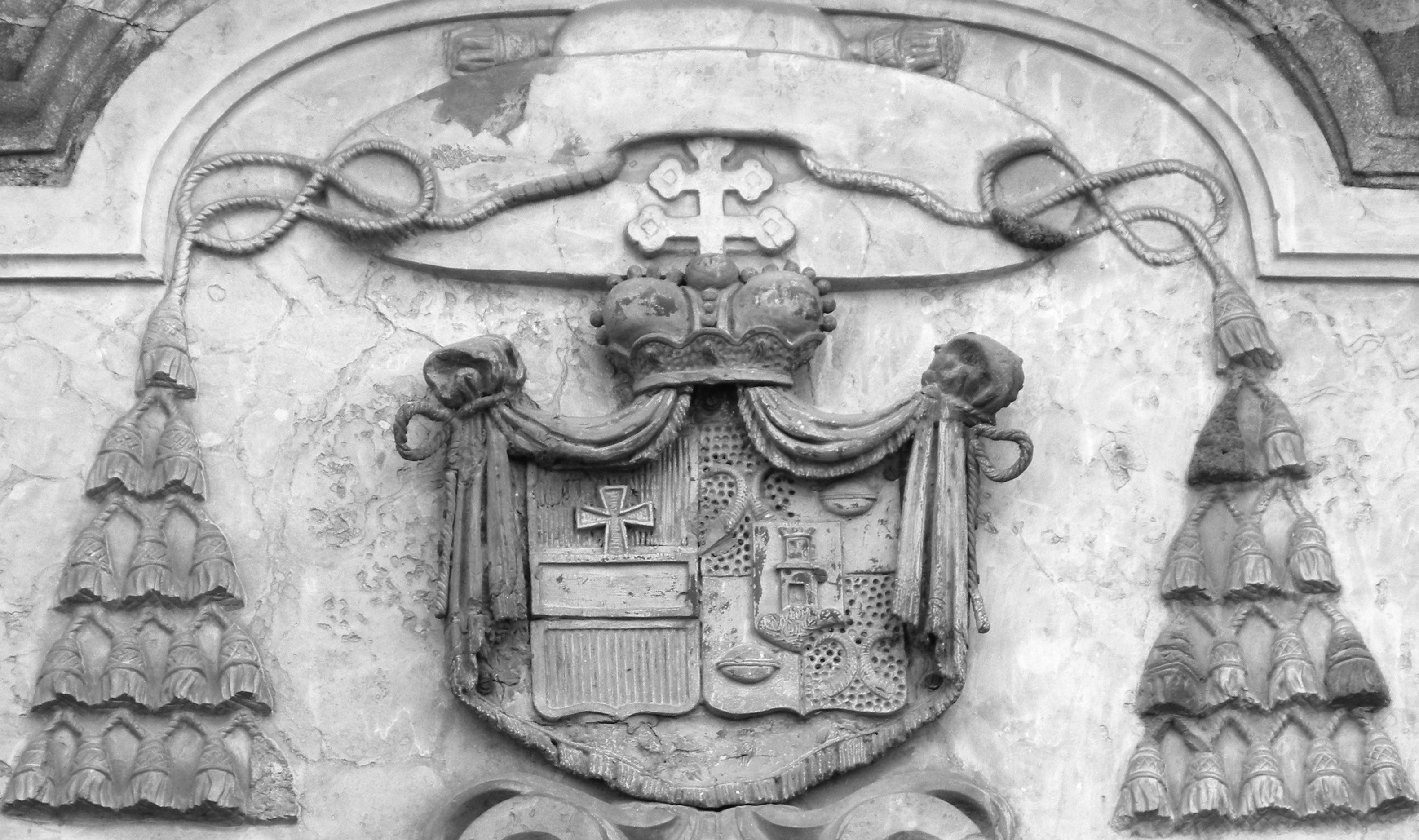
Wapenschild aan het aartsbisschoppelijk paleis in Wenen

Sigmund Anton graaf van Hohenwart (Gerlachstein, 2 mei 1730 – Wenen, 30 juni 1820) was een prelaat in het Heilige Roomse Rijk en nadien het keizerrijk Oostenrijk. Hij was achtereenvolgens bisschop van Triëst (1791-1794), bisschop van Sankt Pölten en aalmoezenier van het Oostenrijks leger (1794-1803) en prins-aartsbisschop van Wenen (1803-1820).

## Levensloop
Hohenwart werd geboren in Gerlachstein, in het Sloveens Domžale; Slovenië kwam destijds min of meer overeen met het hertogdom Krain, een van de Oostenrijkse vorstendommen. Zijn grafelijke titel was verbonden met Krain. Na studies theologie in Triëst en Graz werd hij in 1759 priester bij de orde der jezuïeten. Hij werd overste van de jezuïeten in Linz (1768) en bleef daar schoolhoofd nadat keizerin Maria-Theresia de jezuïetenorde had afgeschaft. Vanaf 1777 benoemde keizerin Maria-Theresia Hohenwart tot leraar aan het keizerlijk hof in Wenen alsook aan het groothertogelijk hof van Toscane in Firenze.
In 1791 werd de ex-jezuïet Hohenwart tot bisschop gewijd. Hij bezette eerst de bisschopstroon in de vrije rijksstad Triëst (1791) en vervolgens in Sankt Pölten (1794). Dit laatste combineerde hij met het militair ordinariaat van het keizerlijk leger.
Hohenwart kreeg een bevordering tot aartsbisschop van keizer Frans II, een oud-leerling van hem. Hohenwart was aartsbisschop van Wenen vanaf 1803 tot zijn overlijden in 1820, wat destijds gekoppeld was aan de eretitel prins-aartsbisschop. In dit tijdperk maakte hij de moeilijke periode mee van de Franse bezetting in Wenen. Ook het Heilige Roomse Rijk kwam aan zijn einde. Hohenwart weigerde een brief van het Napoleontische bestuur te laten voorlezen in de kerken waarin het Oostenrijkse volk onderdanig moest zijn aan het Franse volk. Hohenwart was betrokken bij de onderhandelingen over het tweede huwelijk van Napoleon Bonaparte; deze wou om dynastieke redenen huwen met prinses Marie-Louise. Hohenwart bekwam de nodige inlichtingen van de kerkelijke rechtbank in Parijs dat zij wel degelijk het huwelijk van Napoleon Bonaparte met Joséphine de Beauharnais ontbonden hadden.
In zijn bisdom hield Hohenwart zich bezig met de Redemptoristen en de Mechitaristen te ondersteunen. Hij werd begraven naast andere bisschoppen in de Stephansdom (1820). Hij werd nooit kardinaal.